# Jan Chrzciciel Stummer
Jan Chrzciciel Szymon Stummer herbu Radzisław (ur. 9 lipca 1784 w Krakowie, zm. 15 sierpnia 1845 w Warszawie) – lekarz, profesor Uniwersytetu Jagiellońskiego i Królewskiego Uniwersytetu Warszawskiego, naczelny lekarz Wojska Polskiego i Prezes Rady Lekarskiej Królestwa Polskiego.

## Życiorys
Jego rodzicami byli Jan Kanty, zamożny kupiec krakowski i Olimpia Elżbieta z domu Kikulinos. Stummerowie przybyli do Krakowa pod koniec XVII wieku z Tyrolu w Austrii i osiedliwszy się w Galicji na stałe bardzo szybko zaakceptowali swoją nowa ojczyznę. Jan Chrzciciel Stummer ukończył liceum krakowskie i podjął studia medyczne na Uniwersytecie Jagiellońskim jednocześnie pracując jako asystent w szkole położnych. Dyplom magistra chirurgii i akuszerii uzyskał w 1806 a dyplom doktora medycyny i chirurgii w 1808.
Wstąpił do wojska w 1809 i został skierowany do Sandomierza gdzie jako starszy lekarz szpitala wojskowego, podczas oblężenia miasta przez Austriaków, wsławił się nieustraszoną postawą w niesieniu pomocy rannym żołnierzom na polu bitwy – za swoje czyny otrzymał Krzyż Złoty Orderu Wojskowego Księstwa Warszawskiego. Po włączeniu Krakowa do Księstwa Warszawskiego i rozpoczęciu wykładów na UJ w języku polskim, Stummer zwolnił się z wojska i od 1810 kierował katedrą anatomii, fizjologii i okulistyki. Został mianowany profesorem UJ a od 1812 dodatkowo kierował kliniką chirurgii i prowadził wykłady z chirurgii praktycznej. W pierwszych latach funkcjonowania UJ w nowych warunkach politycznych wystąpiły poważne problemy finansowe. Stummer przez kilka lat utrzymywał pracowników prosektorium z własnych środków.
W 1813 na osobistą prośbę ks. Józefa Poniatowskiego, został zwolniony z obowiązków profesora UJ i przeniesiony do służby wojskowej. Był lekarzem dywizyjnym a następnie awansował na naczelnego urzędnika zdrowia przy ambulansach 5 Korpusu Wojska Polskiego. Przeszedł na żołd francuski i biorąc udział w bitwie pod Lipskiem dostał się 19 października 1813 do niewoli rosyjskiej gdzie przebywał do końca roku -pełnił funkcję szefa lazaretów rosyjskich. Powrócił do Krakowa i ponownie objął stanowisko profesora UJ.
18 lutego 1815 rozkazem naczelnego wodza Wojska Polskiego ks. Konstantego został powołany na szefa Wydziału Lekarskiego w Komisji Rządowej Wojny i naczelnego lekarza Wojska Polskiego. Funkcje te pełnił do 3 lutego 1831. W 1817 podjął dodatkowo pracę w Królewskim Uniwersytecie Warszawskim, gdzie mianowany profesorem katedry anatomii Wydziału Lekarskiego pracował do 1820. Po wybuchu powstania listopadowego został skierowany do Szpitala Wojskowego na Ujazdowie a następnie nowy naczelny lekarz WP, prof. Karol Kaczkowski, powierzył Stummerowi zarząd szpitali wojskowych. 29 marca 1831 otrzymał dymisję z wojska z powodu odmowy złożenia przysięgi Rządowi Narodowemu.
Po krótkim okresie pobytu w Krakowie wrócił do Warszawy i zajmował się sprawami organizacyjno-lekarskimi w ramach jego pracy w Radzie Lekarskiej Królestwa Polskiego (od 30 grudnia 1817). W 1832 został mianowany członkiem Komitetu Tymczasowego Lekarskiego, później przewodniczącym Rady Ogólnej Lekarskiej a w 1838 członkiem etatowym Rady Lekarskiej. W 1840 otrzymał rangę radcy stanu a 6 kwietnia 1845 na własna prośbę przeszedł na emeryturę. 16 maja tegoż roku Rada Administracyjna Królestwa Polskiego zwolniła go z obowiązków stałego członka Rady i mianowała członkiem honorowym z prawem przewodniczenia posiedzeniom Rady pod nieobecność prezesa.
Był lekarzem domowym arcybiskupa i prymasa Jana Pawła Woronicza aż do jego śmierci w 1829 w Wiedniu.
W 1837 otrzymał prawo nowego szlachectwa z herbem Radzisław z racji posiadania orderów Św. Włodzimierza IV kl. i Św. Anny II kl.
Członek założyciel loży masońskiej "Przesąd Zwyciężony" (Kraków 1810-1813).
Dwukrotnie żonaty – z Marianną de Wolkfejle miał córkę a z Teklą z Wentzlów pięć córek i pięciu synów. Pochowany został w Warszawie na Powązkach w grobie rodzinnym Stummerów.